# Погребы (Броварский район)
Погребы́ — село, входит в Зазимскую сельскую общину Броварского района Киевской области Украины. Находится в 2-х километрах на север от жилого массива Вигуровщина-Троещина города Киева.
Сейчас здесь проживает 2060 человек. Общая площадь земли в веденьи сельского совета — 2475,8 га.

## История
Много исторических, летописных, археологических, фольклорных свидетельств указывает на то, что Погребы были ещё поселением княжеской эпохи. Местная молва называет первым основателем села рыбака. При раскопках археологи нашли здесь печать Ратибора — воеводы времён князя Владимира Мономаха. По другому преданию, здесь находились погреба киевских монастырей с запасами овощей и мёда.
Первое письменное упоминание относится к 1545 году по люстрации Киевского замка. Издавна село относится к Киевской казацкой сотне Киевского полка. С отменой гетьманщины село переходит в казённое ведомство.

## Персоналии
В селе родилась Таисия Иосифовна Литвиненко (1935) — советская, украинская актриса театра и кино, режиссёр-постановщик театра, театральный педагог, народная артистка Украинской ССР (1988).